# Сьядвада
Сьядвада (деванагарі: स्यादवाद, буквально «можливе твердження»)  - доктрина  , що визначає форму постулату в філософії джайнізму.  За цією доктриною вихідні положення логічного міркування повинні задаватися в одній із семи форм (сабтабганґіная). Основною особливістю цих форм є обмеження універсальності, релятивізм. Кожне логічне міркування та його висновок в джайнізмі вважається  частковою істиною, справедливою тільки в певному аспекті, в рамках вихідних постулатів. 
Сім форм постулату: 
1. Сьяд-асті - у певному сенсі є.
2. Сьяд-насті - у певному сенсі не є.
3. Сьяд-асті-насті - у певному сенсі є та не є.
4. Сьяд-асті-авактав'ях - у певному сенсі  є і не піддається описанню.
5. Сьяд-насті-авактав'ях - у певному сенсі не є і не піддається описанню.
6. Сьяд-асті-насті-авактав'ях - у певному сенсі є, не є і не піддається описанню.
7. Сьяд-авактав'ях - у певному сенсі не піддається описанню.

Логічні судження джайнізму обмежені вихідними постулатами. Істина для джайна завжди багатогранна, і людина може вивчати тільки частину з цих багатогранних аспектів. Абсолютна істина для звичайної людини недосяжна. Однак, джайнізм вірить у можливість існування абсолютного знання (Кевала джняна), яке доступне тільки просітленим (кевалі).
Принципи сьядвади та анекантавади (плюралізм) складають те, що джайни називають ненасильством (ахімса) у думках.  